# 人工滝

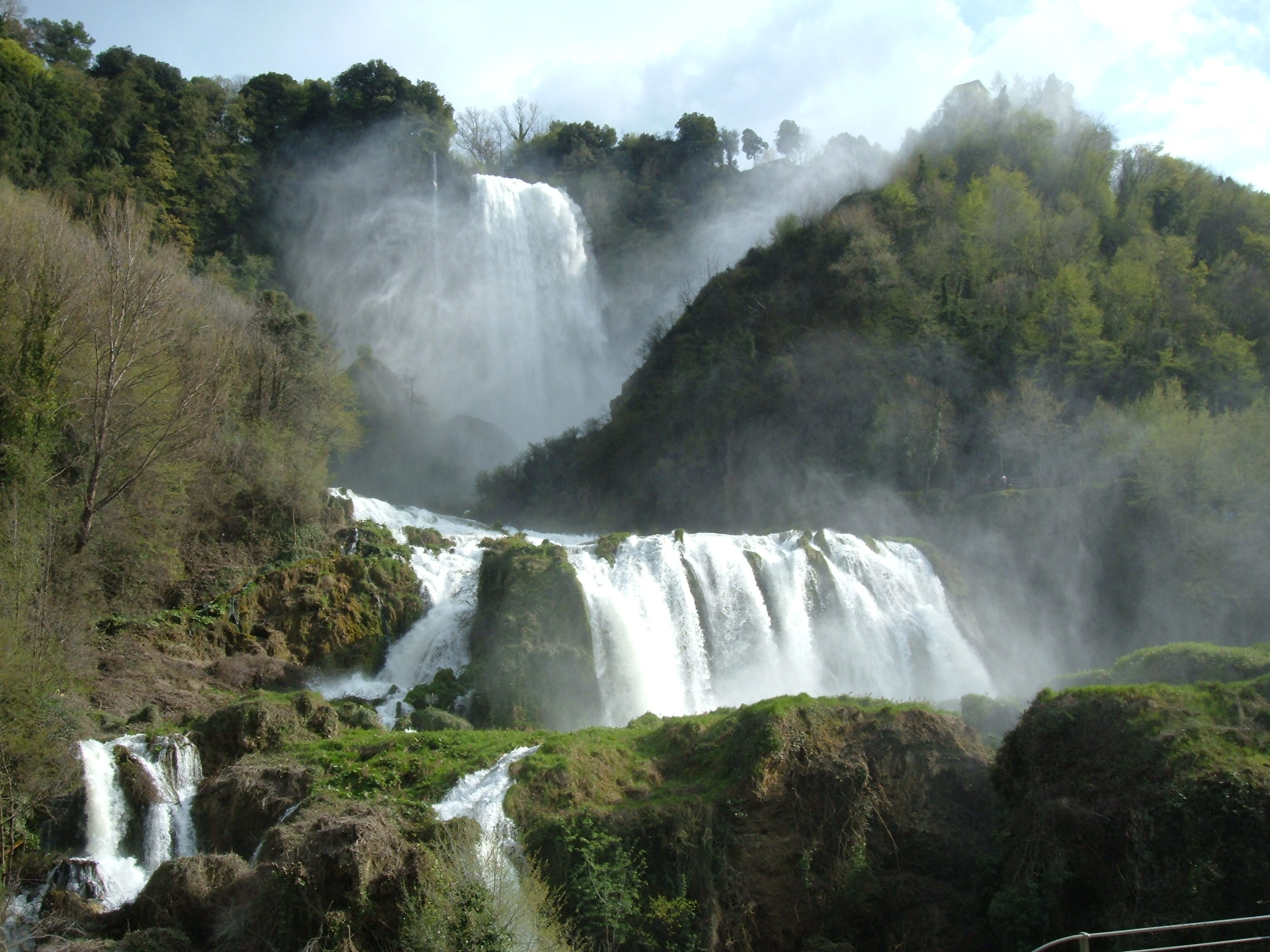
イタリア 、 ウンブリア州のマーモレの滝 、世界で最も高い人工滝

人工滝（英：artificial waterfall）は自然の滝を模した人為の滝、水景物または噴水。  

## 屋内の滝
有名なものには、シンガポール・チャンギ国際空港にある屋内人工滝｢レイン・ボーテックス｣など。

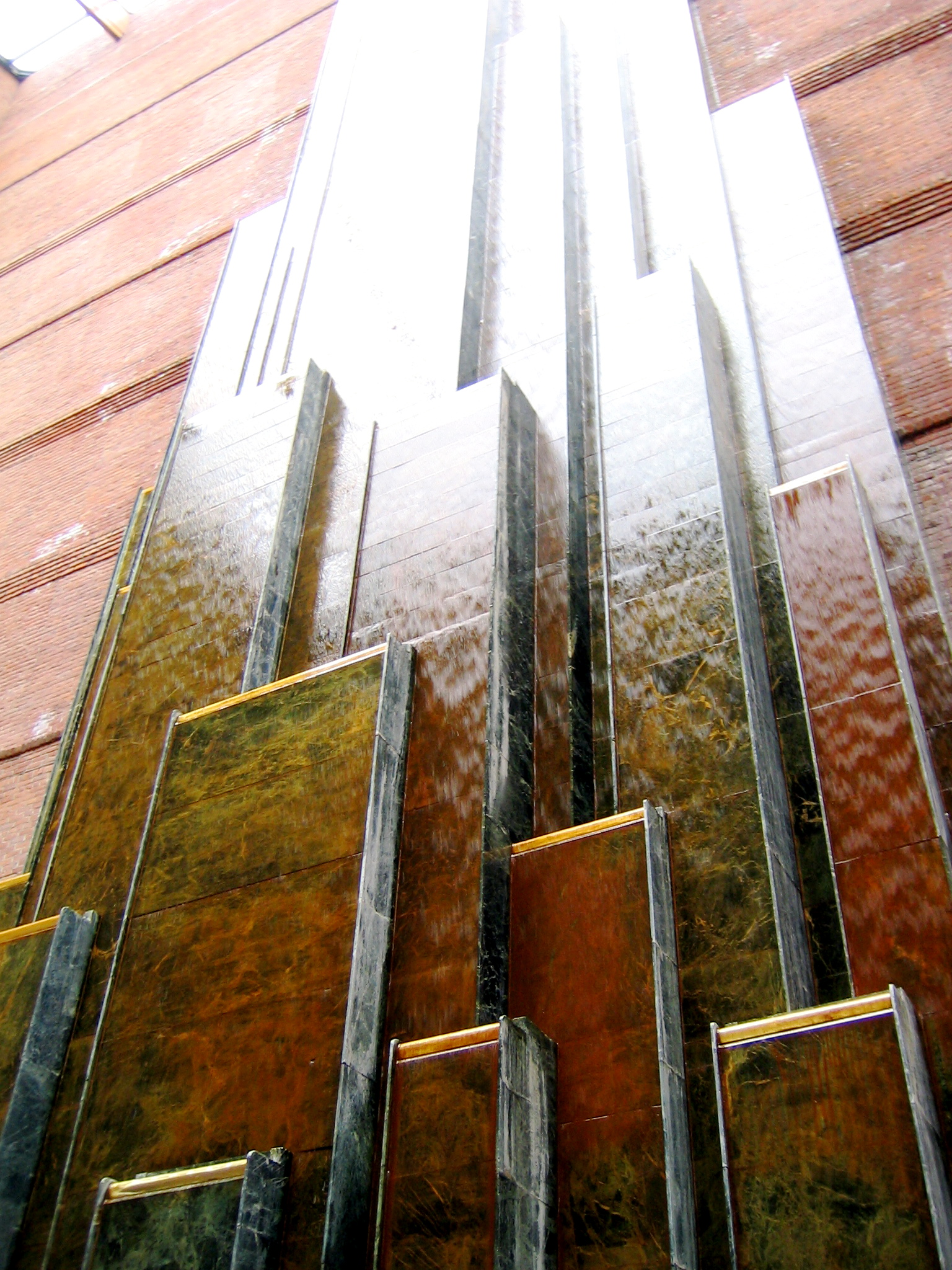
デトロイトの国際センターの屋内滝。

## ギャラリー

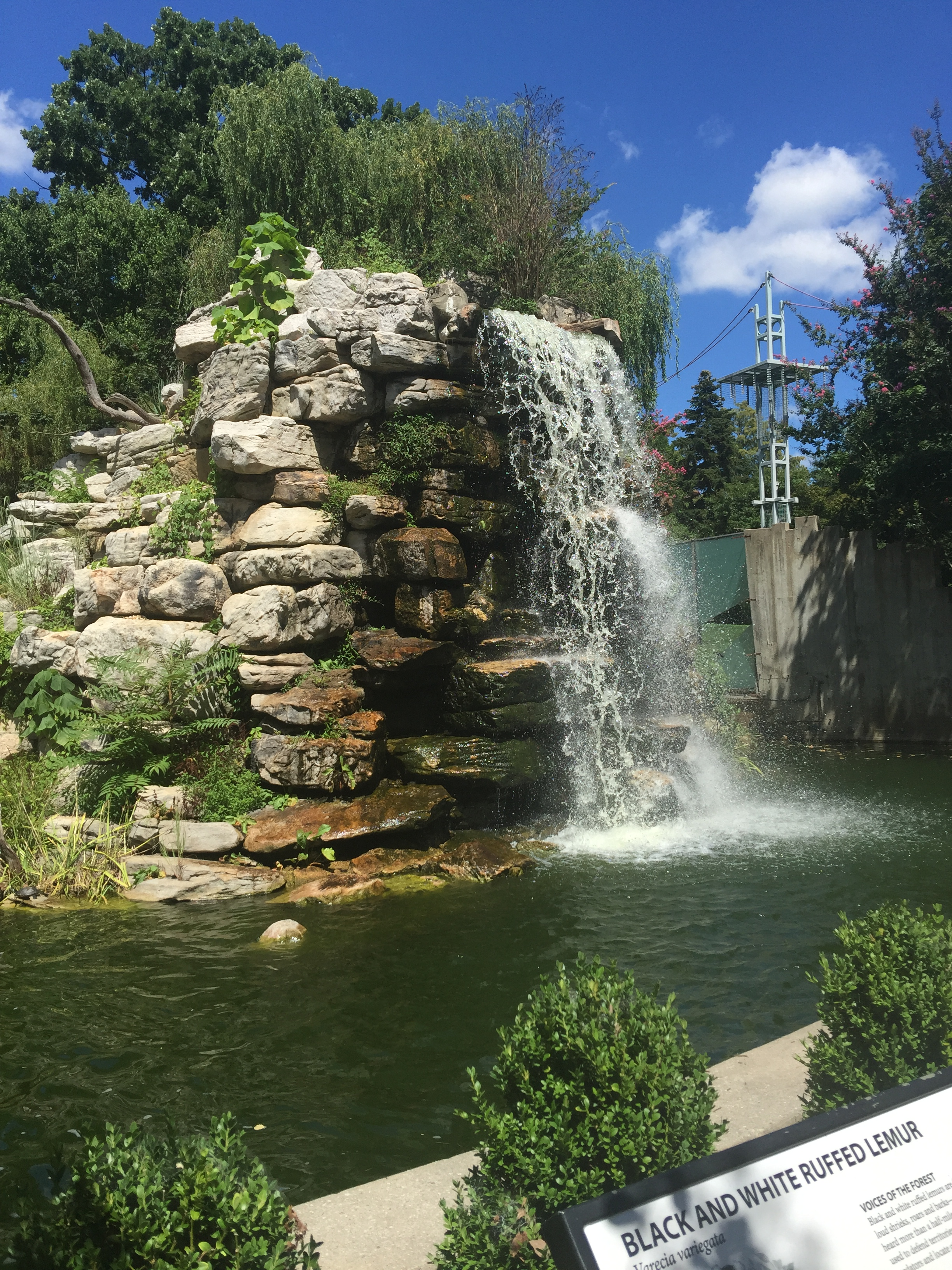
ワシントンDC・アメリカ国立動物園の動物囲い内の人工滝
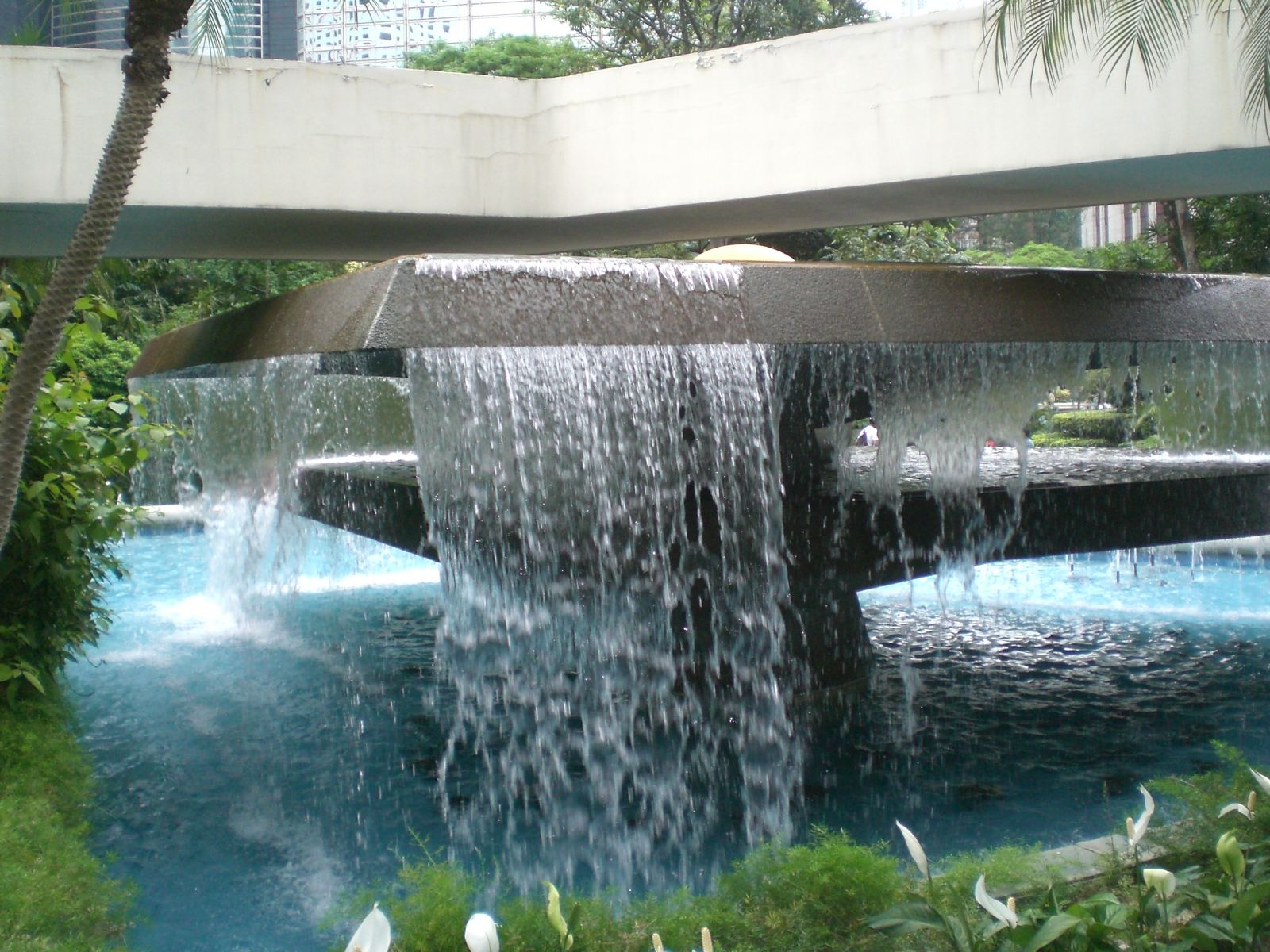
香港のチャーター・ガーデン
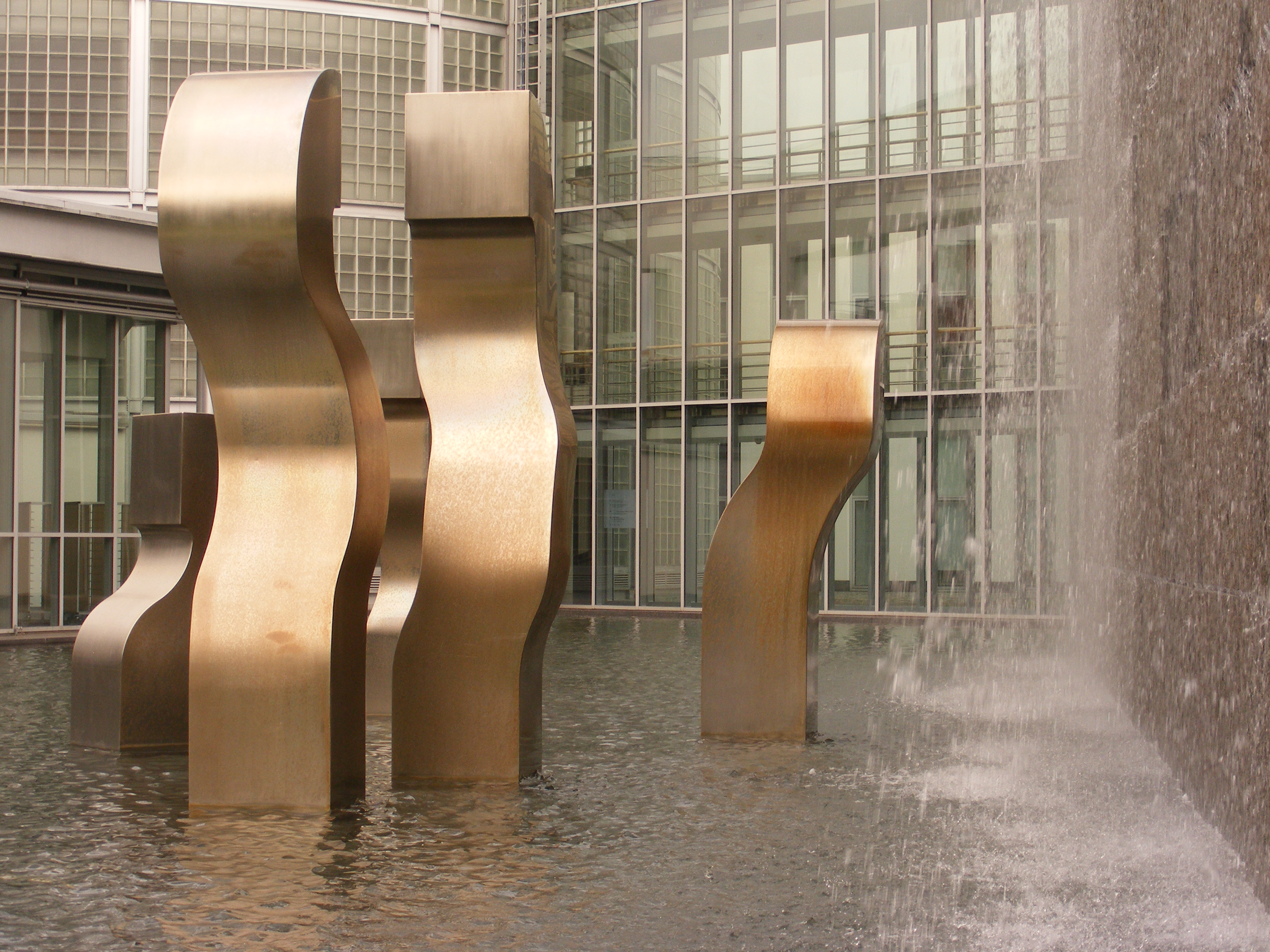
ザルツブルクの運送会社社屋の人工滝と彫刻
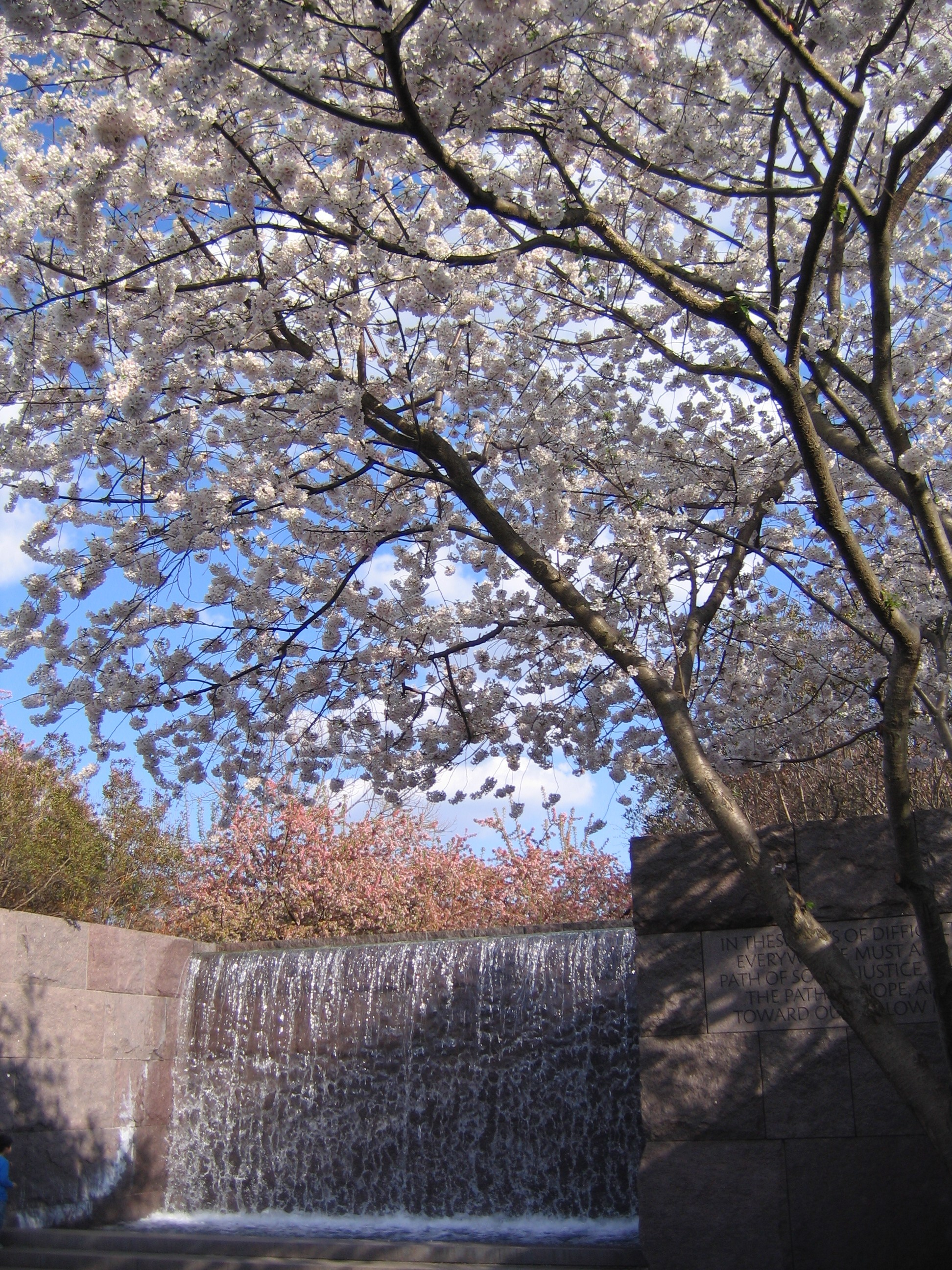
ワシントンDCの FDRメモリアルの人工滝
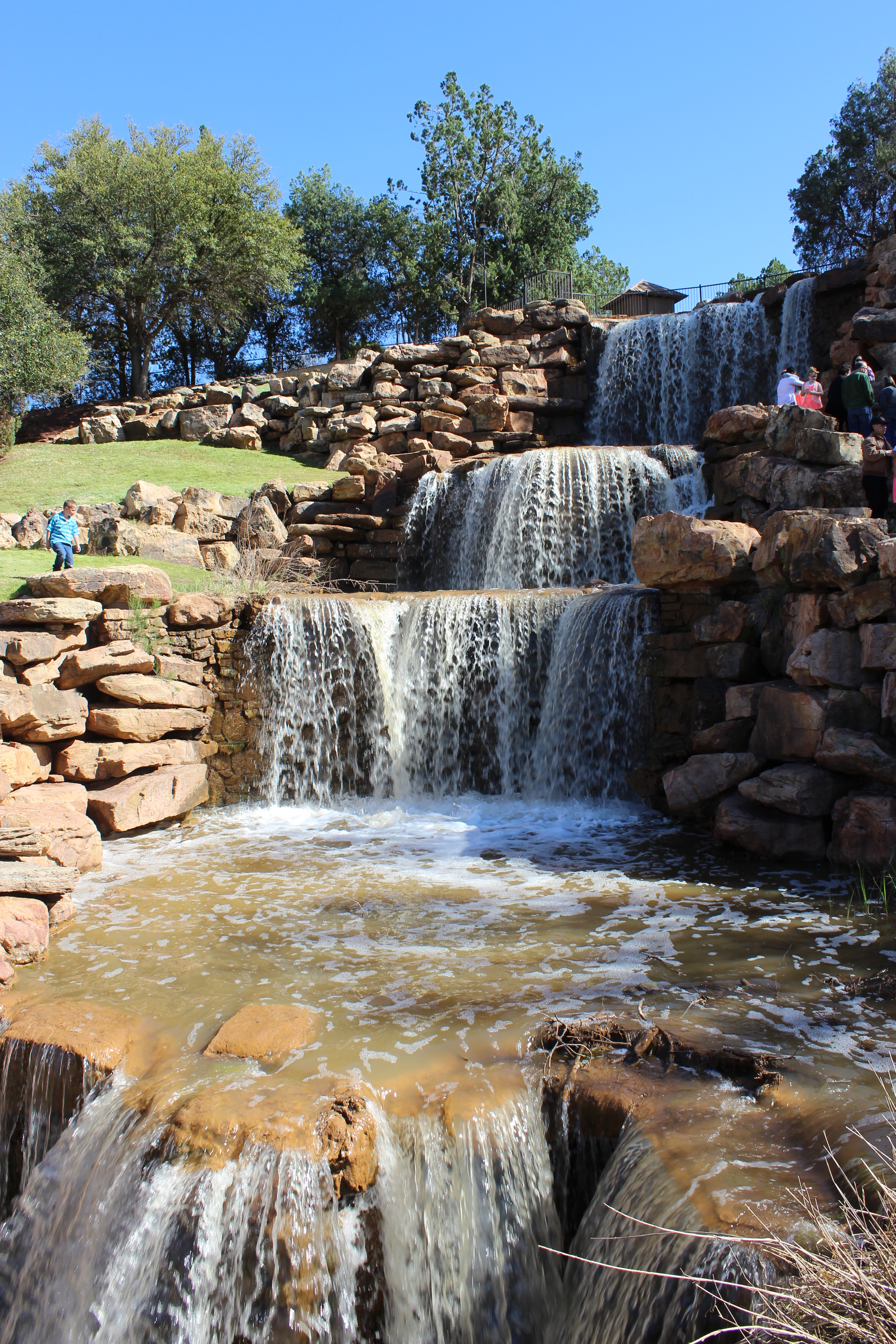
テキサス州ウィチタフォールズの人工滝
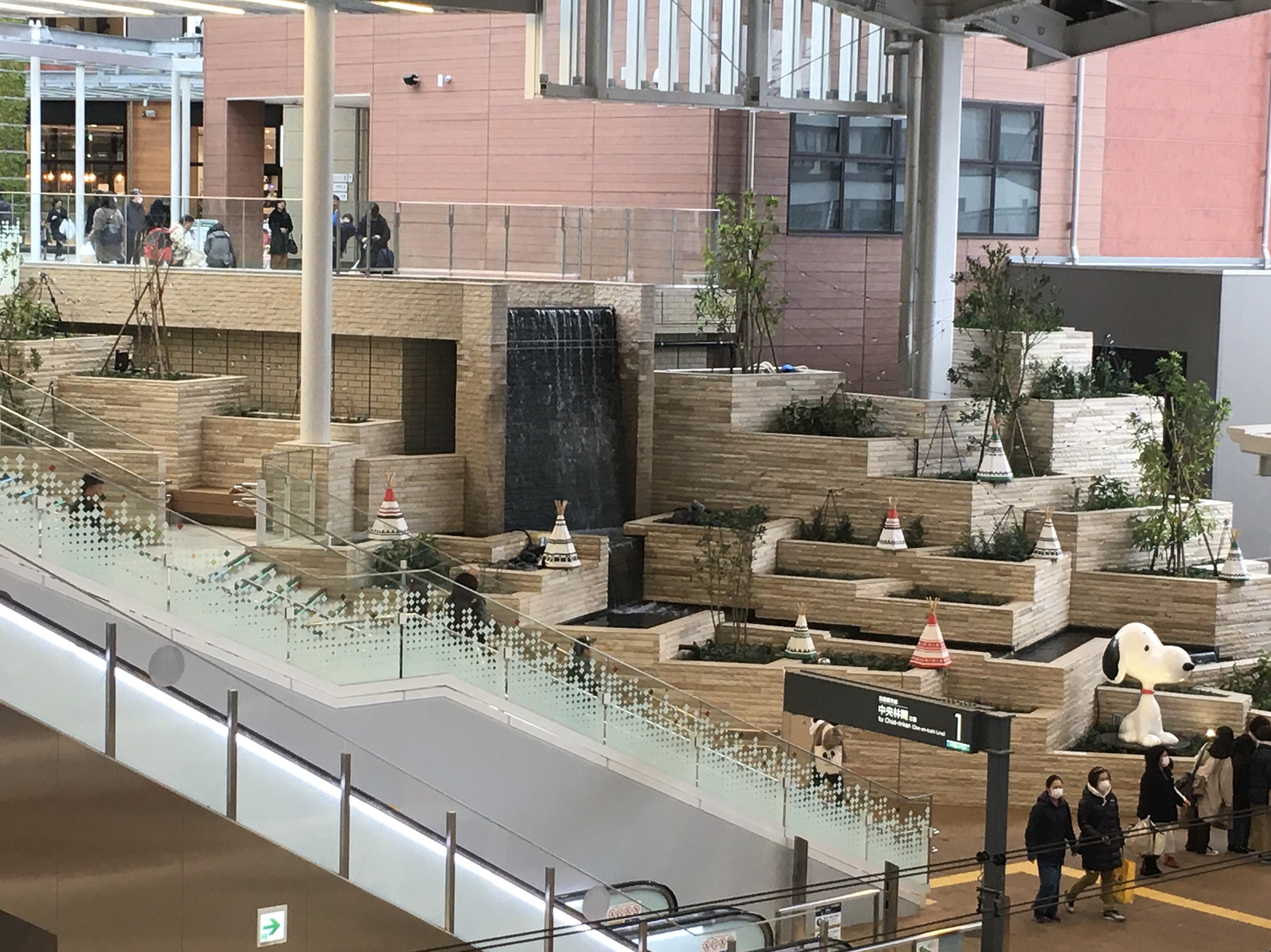
日本・南町田グランベリーパーク駅の人工滝

## その他
中華人民共和国貴州省貴陽市にあるLiebian International Buildingで流れる滝が人工の滝において世界最大。日本一の日本の人工の滝では東京ファッションタウンビル「シャワーツリー３５」などがある。
法金剛院 の「青女の滝」は、日本最古の人工滝。この他著名な人工滝には井倉峡絹掛の滝、カゼルタ宮殿、太陽島 太陽滝、ファルハドダムナルイン・シルダリヤ人工滝、ホースシュー滝 (ウェールズの人工滝)、伊吹の滝、岸根公園篠原池人工滝、ニューヨーク・シティ・ウォーターフォールズなどがある。粟又の滝遊歩道など沿いの滝など、観光用のものもあるが、千葉県などの川廻しで滝が生じる場合も多い。鶴巻滝など滝行のために作られた滝などもある。